# Postleitzahl (Belgien)

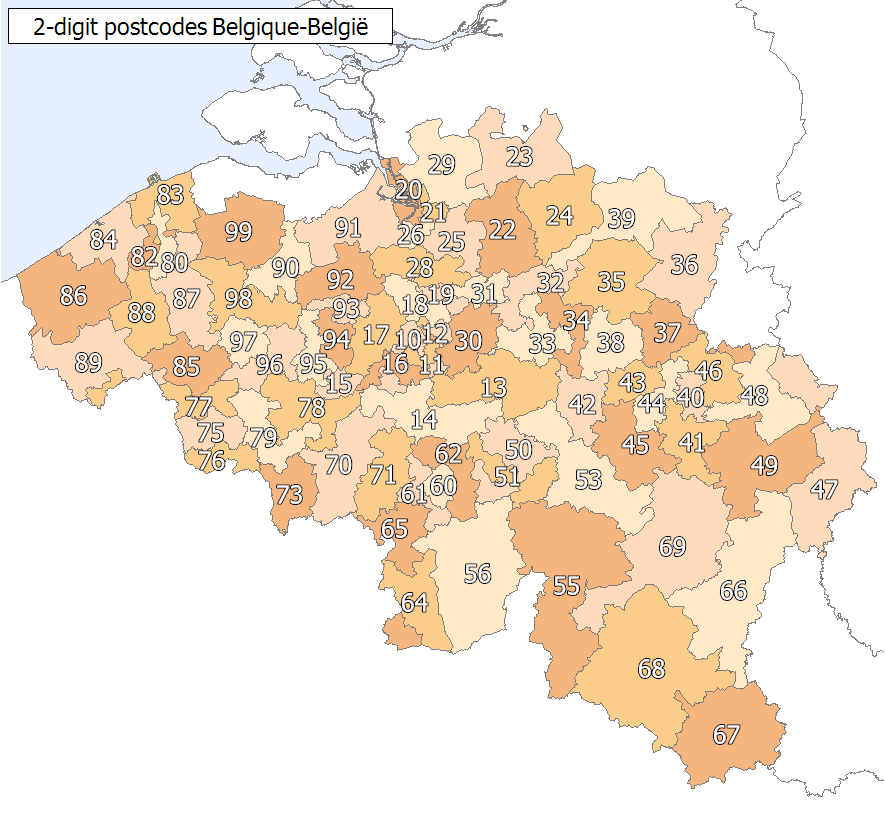
Postleitzahlen-Gebiete in Belgien nach den ersten beiden Stellen

Dies ist die Liste der Postleitzahlen in Belgien. Diese wurden im Jahr 1969 von der belgischen Post eingeführt.
Eine eigene Postleitzahl wurde dem Nikolaus eingeräumt, die 0612.

## 1Region Brüssel-Hauptstadt/Provinz Wallonisch-Brabant/Provinz Flämisch-Brabant
In der Region Brüssel-Hauptstadt (PLZ 1000 bis 1210) stimmen die Postleitzahlen nicht immer genau mit den Grundgebieten der Gemeinden überein.
- 1000: Brüssel-Zentrum
  - 1005: eigenständige Postleitzahl des Brüsseler Regionalparlaments
  - 1008: eigenständige Postleitzahl der Belgischen Abgeordnetenkammer
  - 1009: eigenständige Postleitzahl des Belgischen Senats
  - 1011: eigenständige Postleitzahl des Flämischen Regionalparlaments
- 1020: Brüssel-Laken
- 1030: Schaarbeek
- 1040: Etterbeek
  - 1043: eigenständige Postleitzahl des Vlaamse Radio- en Televisieomroep (VRT), der öffentlich-rechtlichen Rundfunkanstalt der Flämischen Gemeinschaft
  - 1044: eigenständige Postleitzahl der Radio-télévision belge de la Communauté française (RTBF), der öffentlich-rechtlichen Rundfunkanstalt für die frankophone Bevölkerung Belgiens
  - 1046: eigenständige Postleitzahl des Europäischen Auswärtigen Dienstes
  - 1047: eigenständige Postleitzahl des Europäischen Parlaments
  - 1048: eigenständige Postleitzahl des Rates der Europäischen Union und des Europäischen Rates (Consilium)
  - 1049: eigenständige Postleitzahl der Europäischen Kommission
- 1050: Ixelles/Elsene
- 1060: Saint-Gilles/Sint-Gillis
- 1070: Anderlecht
- 1080: Sint-Jans-Molenbeek
- 1081: Koekelberg
- 1082: Sint-Agatha-Berchem
- 1083: Ganshoren
- 1090: Jette
- 1100: – – Postcheque – –
- 1110: eigenständige Postleitzahl der NATO
- 1120: Brüssel-Neder-Over-Heembeek
- 1130: Brüssel-Haren
- 1140: Evere
- 1150: Woluwe-Saint-Pierre/Sint-Pieters-Woluwe
- 1160: Auderghem/Oudergem
- 1170: Watermael-Boitsfort/Watermaal-Bosvoorde
- 1180: Uccle/Ukkel
- 1190: Forest/Vorst
- 1200: Woluwe-Saint-Lambert/Sint-Lambrechts-Woluwe
- 1210: Saint-Josse-ten-Noode/Sint-Joost-ten-Node
- 1300: Wavre, Limal
  - 1301: Bierges
  - 1310: La Hulpe
  - 1315: Glimes; Incourt, Opprebais; Piètrebais; Roux-Miroir
  - 1320: Beauvechain; Hamme-Mille; l’Ecluse; Nodebais; Tourinnes-la-Grosse
  - 1325: Bonlez; Chaumont-Gistoux; Corroy-le-Grand; Dion-Valmont; Longueville
  - 1330: Rixensart
  - 1331: Rosières
  - 1332: Genval
  - 1340: Ottignies; Ottignies-Louvain-la-Neuve
  - 1341: Céroux-Mousty
  - 1342: Limelette
  - 1348: Louvain-la-Neuve
  - 1350: Enines; Folx-les-Caves; Jandrain-Jandrenouille; Jauche; Marilles; Noduwez; Orp-Jauche; Orp-le-Grand
  - 1357: Hélécine; Linsmeau; Neerheylissem; Opheylissem
  - 1360: Malèves-Sainte-Marie-Wastines; Orbais; Perwez; Thorembais-les-Béguines; Thorembais-Saint-Trond
  - 1367: Autre-Eglise; Bomal (Bt.); Geest-Gérompont-Petit-Rosière; Gérompont; Grand-Rosière-Hottomont; Huppaye; Mont-Saint-André; Ramillies
  - 1370: Dongelberg; Jauchelette; Jodoigne; Jodoigne-Souveraine; Lathuy; Mélin; Piétrain; Saint-Jean-Geest; Saint-Remy-Geest; Zétrud-Lumay
  - 1380: Couture-Saint-Germain; Lasne; Lasne-Chapelle-Saint-Lambert; Maransart; Ohain; Plancenoit
  - 1390: Archennes; Biez; Bossut-Gottechain; Grez-Doiceau; Nethen
- 1400: Nivelles
- 1410: Waterloo
- 1500: Halle
- 1600: Sint-Pieters-Leeuw
- 1700: Dilbeek
- 1750: Lennik
- 1755: Gooik
- 1800: Vilvoorde
- 1930: Zaventem (Flughafen)

## 2Provinz Antwerpen
- 2000: Antwerpen
- 2018: Antwerpen
- 2020: Antwerpen (Kiel)
- 2030: Antwerpen (Oorderen, Oosterweel, Wilmarsdonk)
- 2040: Antwerpen (Berendrecht, Lillo, Zandvliet)
- 2050: Antwerpen (Linkeroever)
- 2060: Antwerpen
- 2070: Zwijndrecht
- 2100: Deurne (Antwerpen)
- 2110: Wijnegem
- 2140: Borgerhout
- 2150: Borsbeek
- 2160: Wommelgem
- 2170: Merksem
- 2180: Ekeren
- 2200: Herentals
- 2220: Heist-op-den-Berg
- 2240: Zandhoven
- 2250: Olen
- 2300: Turnhout
- 2310: Rijkevorsel
- 2320: Hoogstraten
- 2330: Merksplas
- 2340: Beerse
- 2350: Vosselaar
- 2360: Oud-Turnhout
- 2370: Arendonk
- 2380: Ravels
- 2390: Malle
- 2400: Mol
- 2440: Geel
- 2500: Lier
- 2520: Ranst
- 2530: Boechout
- 2550: Kontich
- 2570: Duffel
- 2600: Berchem (Antwerpen)
- 2610: Wilrijk
- 2620: Hemiksem
- 2630: Aartselaar
- 2640: Mortsel
- 2650: Edegem
- 2660: Hoboken (Antwerpen)
- 2800: Mechelen
- 2830: Willebroek
- 2840: Rumst
- 2845: Niel
- 2850: Boom
- 2870: Puurs
- 2880: Bornem
- 2890: Sint-Amands
- 2900: Schoten
- 2910: Essen
- 2920: Kalmthout
- 2930: Brasschaat
- 2940: Stabroek
- 2950: Kapellen
- 2960: Brecht
- 2970: Schilde
- 2980: Zoersel
- 2990: Wuustwezel

## 3Provinz Flämisch-Brabant/Limburg
- 3000: Leuven
- 3200: Aarschot
- 3300: Tienen
- 3400: Landen
- 3500: Hasselt
- 3600: Genk
- 3700: Tongern
- 3800: Sint-Truiden
- 3900: Overpelt
- 3910: Neerpelt

## 4Provinz Lüttich
- 4000: Lüttich
- 4100: Seraing
- 4300: Waremme
- 4400: Flémalle
- 4500: Huy
- 4600: Visé
- 4700: Eupen
- 4710: Lontzen
- 4720: Kelmis
- 4730: Raeren
- 4731 Eynatten
- 4750: Bütgenbach
- 4760: Büllingen
- 4770: Amel
- 4780: Sankt Vith
- 4784: Crombach
- 4790: Burg-Reuland
- 4800: Verviers
- 4837: Baelen
- 4850: Plombières
- 4851: Gemmenich
- 4900: Spa
- 4950: Weismes

## 5Provinz Namur
- 5000: Namur
- 5100: Wierde
- 5300: Andenne
- 5500: Dinant
- 5600: Franchimont

## 6Provinz Hennegau/Provinz Luxemburg
- 6000: Charleroi
- 6200: Châtelet
- 6500: Barbençon
- 6600: Bastogne
- 6700: Arlon
- 6800: Bras
- 6900: Marche-en-Famenne

## 7Provinz Hennegau
- 7000: Mons
  - 7010 eigenständige Postleitzahl von SHAPE, dem „Obersten Hauptquartier der alliierten Streitkräfte in Europa“ der NATO
  - 7011 Ghlin (Mons)
  - 7012 Flénu (Mons), 7012 Jemappes (Mons)
  - 7020 Maisières (Mons), Nimy (Mons)
  - 7021 Havré (Mons)
  - 7022 Harmignies (Mons), Harveng (Mons), Hyon (Mons), Mesvin (Mons), Nouvelles (Mons)
  - 7024 Ciply (Mons)
  - 7030 Saint-Symphorien (Mons)
  - 7031 Villers-Saint-Ghislain (Mons)
  - 7032 Spiennes (Mons)
  - 7033 Cuesmes (Mons)
  - 7034 Obourg (Mons), Saint-Denis (Mons)
- 7100: La Louvière
- 7300: Boussu
- 7500: Tournai
- 7600: Péruwelz
- 7700: Mouscron
- 7800: Ath
- 7900: Grandmetz

## 8Provinz Westflandern
- 8000: Brügge, Koolkerke
  - 8020 Hertsberge, Oostkamp, Ruddervoorde, Waardamme
- 8200: Sint-Michiels
  - 8210 Loppem, Veldegem, Zedelgem
  - 8211 Aartrijke
- 8300: Knokke-Heist, Westkapelle
  - 8301 Heist-aan-Zee, Ramskapelle (Knokke-Heist)
  - 8310 Assebroek, Sint-Kruis (Brugge)
  - 8340 Damme, Hoeke, Lapscheure, Moerkerke, Oostkerke (Damme), Sijsele
  - 8370 Blankenberge, Uitkerke
  - 8377 Houtave, Meetkerke, Nieuwmunster, Zuienkerke
  - 8380 Dudzele, Lissewege, Zeebrugge (Brugge)
- 8400: Oostende, Stene, Zandvoorde (Oostende)
  - 8420 De Haan, Klemskerke, Wenduine
  - 8421 Vlissegem
  - 8430 Middelkerke
  - 8431 Wilskerke
  - 8432 Leffinge
  - 8433 Mannekensvere, Schore, Sint-Pieters-Kapelle (W.-Vl.), Slijpe, Spermalie
  - 8434 Lombardsijde, Westende
  - 8450 Bredene
  - 8460 Ettelgem, Oudenburg, Roksem, Westkerke
  - 8470 Gistel, Moere, Snaaskerke, Zevekote
  - 8480 Bekegem, Eernegem, Ichtegem, Jabbeke, Snellegem
  - 8490 Stalhille, Varsenare, Zerkegem
- 8500: Kortrijk
  - 8501 Bissegem, Heule
  - 8510 Bellegem, Kooigem, Marke (Kortrijk), Rollegem
  - 8511 Aalbeke
  - 8520 Kuurne
  - 8530 Harelbeke
  - 8531 Bavikhove
  - 8531 Hulste
  - 8540 Deerlijk
  - 8550 Zwevegem
  - 8551 Heestert
  - 8552 Moen
  - 8553 Otegem
  - 8554 Sint-Denijs
  - 8560 Gullegem, Moorsele, Wevelgem
  - 8570 Anzegem, Gijzelbrechtegem, Ingooigem, Vichte, Wortegem-Petegem
  - 8572 Kaster
  - 8573 Tiegem
  - 8580 Avelgem
  - 8581 Kerkhove, Waarmaarde
  - 8582 Outrijve
  - 8583 Bossuit
  - 8587 Espierres, Espierres-Helchin, Helchin, Helkijn, Spiere, Spiere-Helkijn
- 8600: Diksmuide
- 8700: Tielt
- 8800: Roeselare
- 8900: Ypern

## 9Provinz Ostflandern
- 9000: Gent
  - 9030 Mariakerke (Gent)
  - 9031 Drongen
  - 9032 Wondelgem
  - 9040 Sint-Amandsberg (Gent)
  - 9041 Oostakker
  - 9042 Desteldonk, Mendonk, Sint-Kruis-Winkel
  - 9050 Gentbrugge, Ledeberg (Gent)
  - 9051 Afsnee, Sint-Denijs-Westrem
  - 9052 Zwijnaarde
  - 9060 Zelzate
  - 9070 Destelbergen, Heusden (O.-Vl.)
  - 9080 Beervelde, Lochristi, Zaffelare, Zeveneken
  - 9090 Gontrode, Melle
- 9100: Sint-Niklaas
  - 9111 Belsele (Sint-Niklaas)
  - 9112 Sinaai-Waas
  - 9120 Beveren-Waas, Haasdonk, Kallo (Beveren-Waas), Melsele, Vrasene
  - 9130 Doel, Kallo (Kieldrecht), Kieldrecht (Beveren), Verrebroek
  - 9140 Elversele, Steendorp, Temse, Tielrode
  - 9150 Bazel, Kruibeke, Rupelmonde
  - 9160 Daknam, Eksaarde, Lokeren
  - 9170 De Klinge, Meerdonk, Sint-Gillis-Waas, Sint-Pauwels
  - 9180 Moerbeke-Waas
  - 9185 Wachtebeke
  - 9190 Kemzeke, Stekene
- 9200: Dendermonde
- 9300: Aalst
- 9400: Ninove
- 9500: Geraardsbergen
- 9600: Ronse
- 9700: Oudenaarde
- 9800: Deinze
- 9900: Eeklo